# Devanágari
Devanágari ( /ˌdeɪvəˈnɑːɡəri/; देवनागरी , IAST , pronúncia em sânscrito: [deːʋɐˈnaːɡɐriː] ), também chamado de  Nagari (नागरी, Nāgarī), é uma abugida grafada da esquerda para a direita, baseada na antiga escrita Brāhmī, usada no subcontinente indiano. Foi desenvolvido na Índia antiga do 1º ao 4º século EC e estava em uso regular no século 7 EC. A escrita Devanagari, composta por 47 caracteres primários, incluindo 14 vogais e 33 consoantes, é o quarto sistema de escrita mais adotado no mundo, sendo usado para mais de 120 idiomas.
A ortografia dessa escrita reflete a pronúncia. Ao contrário do alfabeto latino, o devanágari não tem o conceito de maiúsculas e minúsculas. É escrito da esquerda para a direita, tem uma forte preferência por formas arredondadas simétricas dentro de contornos quadrados e é reconhecível por uma linha horizontal, conhecida como shirorekhā, que corre ao longo do topo das letras. Em um olhar superficial, o script Devanagari parece diferente de outros scripts índicos, como Bengali-Assamese ou Gurmukhi, mas um olhar mais atento revela que eles são muito semelhantes.
Entre as línguas que o usam – como escrita única ou não – estão Marathi, Pāḷi, Sânscrito (a antiga escrita Nagari para sânscrito tinha dois caracteres consonantais adicionais), Hindi, Boro, Nepali, Sherpa, Prakrit, Apabhramsha, Awadhi, Bhojpuri, Braj Bhasha, Chhattisgarhi, Haryanvi, Magahi, Nagpuri, Rajasthani, Bhili, Dogri, Maithili, Kashmiri, Konkani, Sindi, Nepal Bhasa, Mundari e Santali. A escrita Devanagari está intimamente relacionada com a escrita Nandinagari comumente encontrada em numerosos manuscritos antigos do sul da Índia, e está distantemente relacionada a uma série de escritas do sudeste asiático.

## Etimologia
Devanagari é um composto de "deva" (देव) e "nāgarī " (नागरी). Deva significa "celestial ou divino", sendo também é um dos termos para uma divindade no hinduísmo. Nagari vem de नगरम् (nagaram), que significa morada ou cidade. Portanto, Devanagari denota a morada da divindade ou divindades.
Nāgarī é o feminino sânscrito de Nāgara "relativo ou pertencente a uma cidade ou cidade, urbana". É um fraseado com lipi ("escrita") com nāgarī lipi sendo "escrita relacionada a uma cidade", ou "falada na cidade".
A Escrita Devanagari conhecida como 'Escrita da cidade divina' veio de Devanagara ou a 'cidade do deus'. E, portanto, interpretá-lo como "[escrita] da cidade dos deuses".
O uso do nome devanāgarī surgiu do termo mais antigo nāgarī. De acordo com Fischer, Nagari surgiu no subcontinente noroeste da Índia por volta de 633 EC, foi totalmente desenvolvido no século 11 e foi uma das principais escritas usadas para a literatura sânscrita.

## História
Devanagari faz parte da família Brahmica de escritas da Índia, Nepal, Tibete e Sudeste Asiático . É descendente do Brahmi, do século 3 AEC, que evoluiu para a escrita Nagari, que por sua vez deu origem a Devanagari e Nandinagari . O devanagari foi amplamente adotado na Índia e no Nepal para escrever dialetos em sânscrito, marata, hindi, hindi, concani, boro e várias línguas nepalesas.
Algumas das primeiras evidências epigráficas que atestam o desenvolvimento da escrita sânscrita Nagari na Índia antiga vão do século I ao IV EC, decobertas em Gujarat. Variantes de escrita chamadas Nāgarī, reconhecidamente próximas de Devanagari, são atestadas pela primeira vez a partir do século I EC em sânscrito, enquanto a forma padronizada moderna de Devanagari estava em uso por cerca de 1000 EC. Inscrições medievais sugerem ampla difusão das escritas relacionados com Nagari, com biescritas apresentando escritas locais juntamente com escritas Nagari. Por exemplo, o pilar Pattadakal de meados do século VIII em Karnataka tem textos tanto na escrita Siddha Matrika quanto em uma antiga escrita Telugu-Kannada ; enquanto, a inscrição Kangra Jawalamukhi em Himachal Pradesh é escrita nos scripts Sharada e Devanagari.
A escrita Nagari estava em uso regular no século VII EC, e foi totalmente desenvolvido por volta do final do primeiro milênio. O uso do sânscrito na escrita Nagari na Índia medieval é atestado por numerosas inscrições em pilares e templos de cavernas, incluindo as inscrições Udayagiri do século XI em Madhya Pradesh, e um tijolo inscrito encontrado em Uttar Pradesh, datado de 1217 EC, que agora se encontra no Museu Britânico . As versões proto e relacionadas da escrita foram descobertas em antigas relíquias fora da Índia, como no Sri Lanka, Mianmar e Indonésia; enquanto no leste da Ásia, a escrita Siddha Matrika considerada como a precursora mais próxima de Nagari estava em uso pelos budistas. Nagari foi o primus inter pares das escritas índicas. Ele tem sido usado tradicionalmente por pessoas religiosamente educadas no sul da Ásia para registrar e transmitir informações, existindo em paralelo com uma grande variedade de escritas locais (como Modi, Kaithi e Mahajani) usados para administração, comércio e outros usos diários.
A sharada permaneceu em uso paralelo na Caxemira. Uma versão inicial de Devanagari é visível na inscrição Kutila de Bareilly datada de Vikram Samvat 1049 (ou seja, 992 EC), que demonstra o surgimento da barra horizontal para agrupar letras pertencentes a uma palavra. Um dos textos sânscritos sobreviventes mais antigos do início do período pós-Máuria consiste em 1.413 páginas Nagari de um comentário de Patanjali, com uma data de composição de cerca de 150 AEC, a cópia sobrevivente transcrita por volta do século XIV CE. Predefinição:Brahmi-Gupta-Devanagari

### Leste Asiático

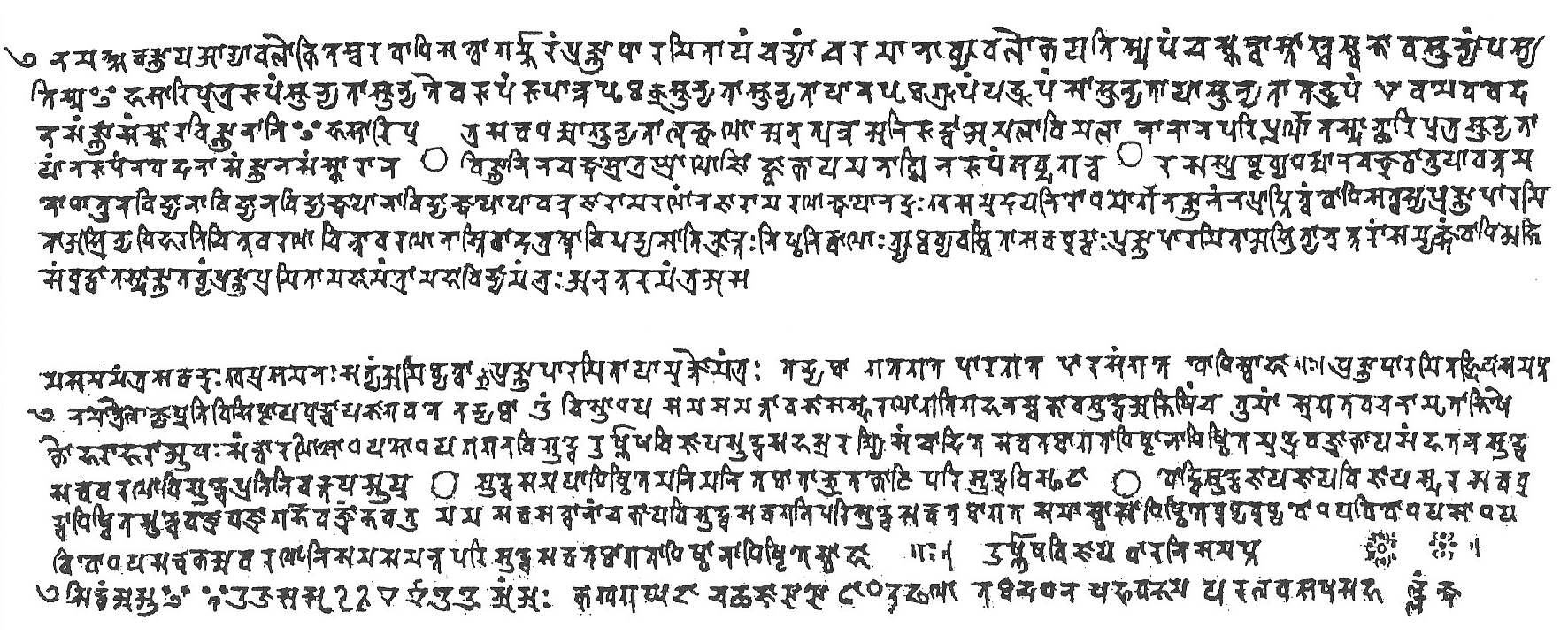
Uṣṇīṣa Vijaya Dhāraṇī Sūtra em Siddham em folha de palmeira em 609 EC. Hōryū-ji, Japão. A última linha é um silabário sânscrito completo em escrita Siddhaṃ.

No século 7, sob o domínio de Songtsen Gampo do Império Tibetano, Thonmi Sambhota foi enviado ao Nepal para abrir negociações de casamento com uma princesa nepalesa e encontrar um sistema de escrita adequado para a língua tibetana . Assim, ele inventou a escrita tibetana, baseada no Nagari usado na Caxemira. Ele adicionou 6 novos caracteres para sons que não existiam em sânscrito.
Outras escritas intimamente relacionados a Nagari, como Siddham Matrka, estavam em uso na Indonésia, Vietnã, Japão e outras partes do leste da Ásia entre os séculos VII e X.
A maioria das escritas do sudeste asiático tem raízes nas escritas dravidianas, exceto algumas encontrados nas regiões centro-sul de Java e partes isoladas do sudeste da Ásia que se assemelham ao Devanagari ou seu protótipo. A escrita Kawi em particular é semelhante ao Devanagari em muitos aspectos, embora a morfologia da escrita tenha mudanças locais. As primeiras inscrições nas escritas semelhantes a Devanagari são de cerca do século X, com muitas mais entre os séculos XI e XIV. Algumas das antigas inscrições usando Devanagari são encontradas em templos hindus de Java, como o templo Prambanan. As inscrições Ligor e Kalasan de Java central, datadas do século VIII, também estão na escrita Nagari do norte da Índia. Estes podem estar relacionados com a inscrição em placa de cobre do século IX de Devapaladeva (Bengala), que também está em uma forma inicial de Devanagari. O termo Kawi na escrita Kawi é uma palavra emprestada de Kavya (poesia). A versão do século VIII do início da escrita Nagari ou Devanagari foi adotada em Java, Bali (Indonésia) e Khmer (Camboja) por volta do século VIII ou IX, como evidenciado pelas muitas inscrições deste período.

## Letras
A ordem das letras do Devanagari, assim como em quase todas as escritas brâmicas, é baseada em princípios fonéticos que consideram tanto a maneira quanto o local de articulação das consoantes e vogais que representam. Esse arranjo é geralmente chamado de varṇamālā; "guirlanda de letras". O formato do Devanagari para o sânscrito serve como protótipo para sua aplicação, com pequenas variações ou acréscimos, a outros idiomas.

### Vogais
As vogais e seu arranjo são:
|                               |         | Forma independente | IAST | ISO  | IPA | Como diacrítico com प (Barakhadi) |    | Forma independente | IAST | ISO | IPA | Como diacrítico com प (Barakhadi) |
| kaṇṭhya( Gutural )            | अ       | a                  | a    | [ɐ]  | प   | आ                                 | ā  | ā                  | [ɑː] | पा   |     |                                   |
| tālavya( Palatinado )         | इ       | i                  | i    | [i]  | पि   | ई                                 | ī  | ī                  | [iː] | पी   |     |                                   |
| oṣṭhya( Labial )              | उ       | u                  | u    | [u]  | पु   | ऊ                                 | ū  | ū                  | [uː] | पू   |     |                                   |
| mūrdhanya( Retroflex )        | ऋ       | ṛ                  | r̥    | [r̩]  | पृ   | ॠ 4                               | ṝ  | r̥̄                  | [r̩ː] | पॄ   |     |                                   |
| dantya( dental )              | ऌ 4     | ḷ                  | l̥    | [l̩]  | पॢ   | ॡ 4, 5                            | ḹ  | l̥̄                  | [l̩ː] | पॣ   |     |                                   |
| kaṇṭhatālavya (Palatogutural) | ए       | e                  | ē    | [eː] | पे   | ऐ                                 | ai | ai                 | [ɑj] | पै   |     |                                   |
| kaṇṭhoṣṭhya(Labiogutural)     | ओ       | o                  | ō    | [oː] | पो   | औ                                 | au | au                 | [ɑw] | पौ   |     |                                   |
|                               | अं 1     | aṃ                 | aṁ   | [ɐ̃]  | पं   | अः 1                               | aḥ | aḥ                 | [ɐh] | पः   |     |                                   |
|                               | ॲ / ऍ 7 |                    | ê    | [æ]  | पॅ   | ऑ 7                               |    | ô                  | [ɒ]  |     |     |                                   |

### Consoantes
A tabela abaixo mostra as letras consoantes (em combinação com a vogal inerente a) e seu arranjo. À direita da letra Devanagari mostra a transliteração da escrita latina usando o Alfabeto Internacional de Transliteração Sânscrita, e o valor fonético ( IPA ) em hindi .
| Fonética →           | sparśa(Oclusiva) | sparśa(Oclusiva) | sparśa(Oclusiva) | sparśa(Oclusiva) | sparśa(Oclusiva) | sparśa(Oclusiva) | sparśa(Oclusiva) | sparśa(Oclusiva) | anunāsika(Nasal) | anunāsika(Nasal) | antastha(Aproximante) | antastha(Aproximante) | ūṣman/saṃgharṣī(Fricativa) | ūṣman/saṃgharṣī(Fricativa) | ūṣman/saṃgharṣī(Fricativa) | ūṣman/saṃgharṣī(Fricativa) |
| -------------------- | ---------------- | ---------------- | ---------------- | ---------------- | ---------------- | ---------------- | ---------------- | ---------------- | ---------------- | ---------------- | --------------------- | --------------------- | -------------------------- | -------------------------- | -------------------------- | -------------------------- |
| Voz →                | aghoṣa           | aghoṣa           | aghoṣa           | aghoṣa           | saghoṣa          | saghoṣa          | saghoṣa          | saghoṣa          | saghoṣa          | saghoṣa          | saghoṣa               | saghoṣa               | aghoṣa                     | aghoṣa                     | saghoṣa                    | saghoṣa                    |
| Aspiração →          | alpaprāṇa        | alpaprāṇa        | mahāprāṇa        | mahāprāṇa        | alpaprāṇa        | alpaprāṇa        | mahāprāṇa        | mahāprāṇa        | alpaprāṇa        | alpaprāṇa        | alpaprāṇa             | alpaprāṇa             | mahāprāṇa                  | mahāprāṇa                  | mahāprāṇa                  | mahāprāṇa                  |
| kaṇṭhya(Guttural)    | क                | ka[k]            | ख                | kha[kʰ]          | ग                | ga[ɡ]            | घ                | gha[ɡʱ]          | ङ                | ṅa[ŋ]            |                       |                       |                            |                            | ह                          | ha[ɦ]                      |
| tālavya(Palatal)     | च                | ca[tʃ]           | छ                | cha[tʃʰ]         | ज                | ja[dʒ]           | झ                | jha[dʒʱ]         | ञ                | ña[ɲ]            | य                     | ya[j]                 | श                          | śa[ʃ]                      |                            |                            |
| mūrdhanya(Retroflex) | ट                | ṭa[ʈ]            | ठ                | ṭha[ʈʰ]          | ड                | ḍa[ɖ]            | ढ                | ḍha[ɖʱ]          | ण                | ṇa[ɳ]            | र                     | ra[r]                 | ष                          | ṣa[ʂ]                      |                            |                            |
| dantya(Dental)       | त                | ta[t̪]            | थ                | tha[t̪ʰ]          | द                | da[d̪]            | ध                | dha[d̪ʱ]          | न                | na[n]            | ल                     | la[l]                 | स                          | sa[s]                      |                            |                            |
| oṣṭhya(Labial)       | प                | pa[p]            | फ                | pha[pʰ]          | ब                | ba[b]            | भ                | bha[bʱ]          | म                | ma[m]            | व                     | va[ʋ]                 |                            |                            |                            |                            |

- Além disso,há ळ ḷa ( IPA: [ɭ]), o alofone de aba lateral intervocálica da oclusiva retroflexa sonora em sânscrito védico, que é um fonema em línguas como Marathi, Konkani, Garhwali e Rajasthani.[39]

Para uma lista das 297 (33 × 9) possíveis sílabas sânscritas consoantes (curtas) vogais, veja a numeração de Āryabhaṭa.

### Diacríticos vocálicos

Diacríticos vocálicos em क

Tabela: Consoantes com diacríticos vocálicos. As vogais em sua forma independente são mostradas à esquerda, com em sua forma dependente correspondente (sinal de vogal) combinada com a consoante 'k' à direita. 'ka' não precisa de sinal, pois a vogal 'a ' é inerente. A transliteração ISO 15919 está nas duas primeiras linhas.
| ISO        | a | a  | ā | ā  | æ | æ  | ɒ | ɒ  | i | i  | ī | ī  | u | u  | ū | ū  | e | e  | ē | ē  | ai | ai  | o | o  | ō | ō  | au | au  | r̥ | r̥  | r̥̄ | r̥̄  | l̥ | l̥  | l̥̄ | l̥̄  | ṁ | ṁ   | ḥ | ḥ   |   |
|            | a | ka | ā | kā | æ | kæ | ɒ | kɒ | i | ki | ī | kī | u | ku | ū | kū | e | ke | ē | kē | ai | kai | o | ko | ō | kō | au | kau | r̥ | kr̥ | r̥̄ | kr̥̄ | l̥ | kl̥ | l̥̄ | kl̥̄ | ṁ | kaṁ | ḥ | kaḥ | k |
| ---------- | - | -- | - | -- | - | -- | - | -- | - | -- | - | -- | - | -- | - | -- | - | -- | - | -- | -- | --- | - | -- | - | -- | -- | --- | - | -- | - | -- | - | -- | - | -- | - | --- | - | --- | - |
| Devanagari | अ | क  | आ | का  | ॲ | कॅ  | ऑ | कॉ  | इ | कि  | ई | की  | उ | कु  | ऊ | कू  | ऎ | कॆ  | ए | के  | ऐ  | कै   | ऒ | कॊ  | ओ | को  | औ  | कौ   | ऋ | कृ  | ॠ | कॄ  | ऌ | कॢ  | ॡ | कॣ  | अं | कं   | अः | कः   | क् |

Uma vogal combina com uma consoante em sua forma diacrítica. Por exemplo, a vogal आ (ā) combina com a consoante क् (k) para formar a letra silábica का (kā), com haland (sinal de cancelamento) removido e adicionado o sinal de vogal que é indicado por diacríticos . A vogal अ (a) combina com a consoante क् (k) para formar क (ka) com haland removido. A série diacrítica de क, ख, ग, घ ... ( ka, kha, ga, gha ) não tem nenhum sinal de vogal adicionado, pois a vogal अ (a) é inerente.

### Consoantes conjuntas

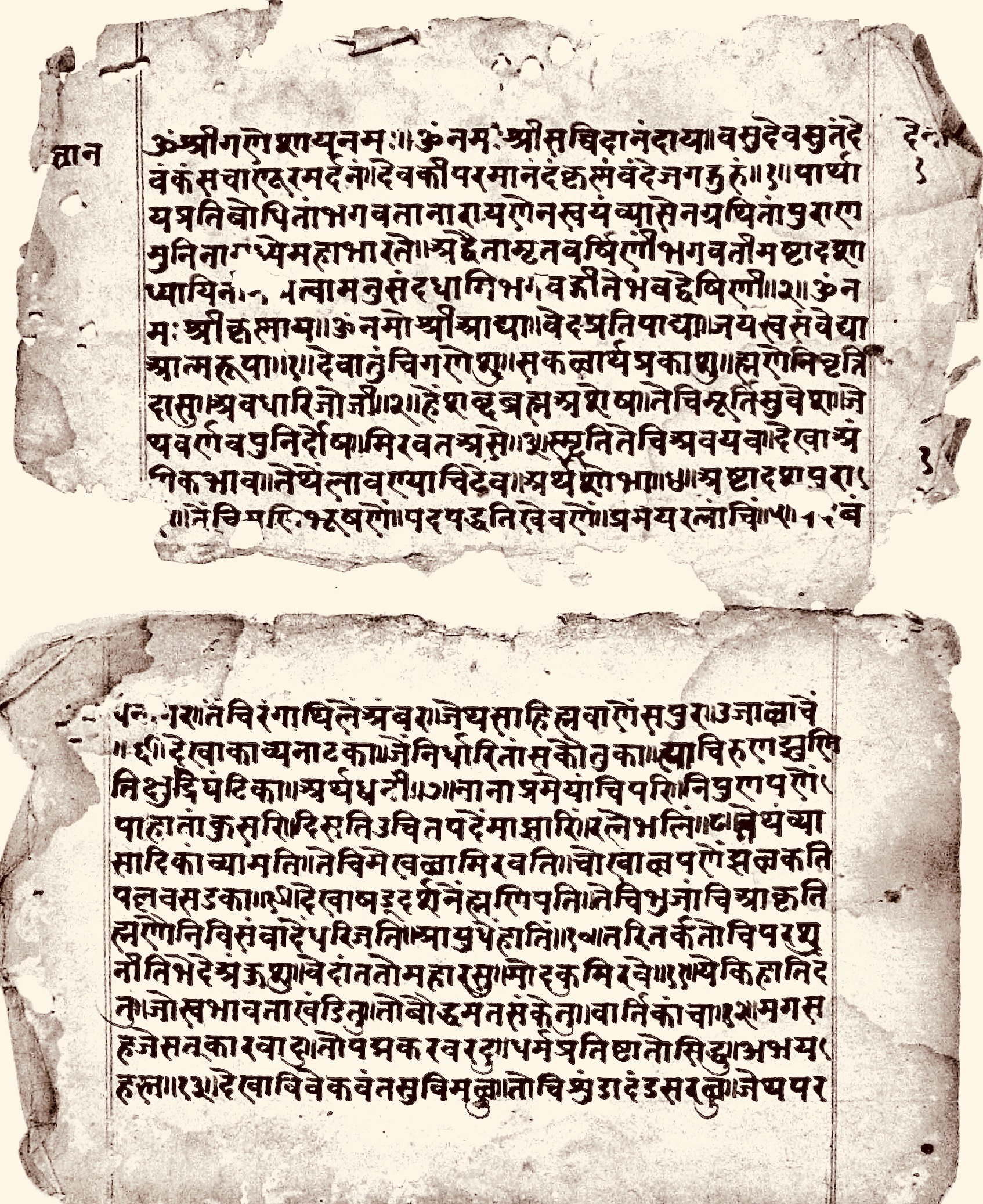
O Jnanesvari é um comentário sobre o Bhagavad Gita, datado de 1290 CE. Está escrito em Marathi usando a escrita Devanagari.

Consoantes sucessivas sem uma vogal entre elas podem se unir fisicamente em uma consoante conjunta ou ligadura. Quando o Devanagari é usado para escrever outros idiomas além do sânscrito, os conjuntos são usados principalmente com palavras em sânscrito e palavras emprestadas. As palavras nativas normalmente usam a consoante básica e os falantes nativos sabem suprimir a vogal quando é comum fazê-lo. Por exemplo, a palavra nativa Hindi karnā é escrita करना ( ka-ra-nā ). O governo desses agrupamentos varia de regras amplamente aplicáveis a regras restritas, com exceções especiais dentro delas. Embora amplamente padronizado, existem variações nos agrupamentos, das quais o Unicode usado nesta página representa apenas um esquema. Seguem algumas regras:
- 24 das 36 consoantes contêm um traço vertical direito (ख kha, घ gha, ण ṇa etc.). Quando no início oumeio de um agrupamento, eles perdem esse traço, por exemplo त व = त्व tva, ण + ढ = ण्ढ ṇḍha, स + थ = स्थ stha . Em Unicode, como em hindi, essas consoantes sem suas hastes verticais são chamadas de meias formas.[42] श ś(a) aparece como um fragmento simples em forma de fita precedendo व va, न na, च ca, ल la e र ra, deslocando o segundo membro para baixo e reduzindo o tamanho: श्व śva, श्न śna, श्च śca श्ल śla e श्र śra .
- र r(a) como um primeiro membro assume a forma de um traço curvado para cima acima do caractere final ou seu ā- diacrítico. por exemplo र्व rva, र्वा rva, र्स्प rspa, र्स्पा rspā . Como membro final com ट ṭa, ठ ṭha, ड ḍa, ढ ḍha, ड़ ṛa, छ cha, são duas linhas juntas abaixo do caractere apontado para baixo: ट्र ṭra, ठ्र ṭhra, ड्र ḍra, ढ्र ḍhra, ड़्र ṛra, छ्र chra. Nos casos em que o é o membro final, é um traço diagonal que se estende para a da esquerda por baixo, por exemplo: क्र ग्र भ्र ब्र . त ta é deslocado para cima para fazer o conjunto त्र tra .
- Os conjuntos para kṣ e jñ não são obviamente derivados dos seus seus componentes. O conjunto para kṣ é क्ष (क् + ष) e para jñ é ज्ञ ( ज् + ञ ).

### Pontuação
O final de uma frase ou meio verso pode ser marcado com o "।" símbolo (chamado de daṇḍa, "barra", ou chamado de pūrṇa virām, "ponto final/pausa"). O final de um verso completo pode ser marcado com um duplo daṇḍa, um "॥" símbolo. Uma vírgula (chamada alpa virām, "curta parada/pausa") é usada para denotar uma pausa natural na fala. Os sinais de pontuação de origem ocidental, como os dois pontos, ponto e vírgula, ponto de exclamação e ponto de interrogação estão em uso na escrita Devanagari desde pelo menos os anos 1900 , combinando seu uso em línguas européias.

### Formas antigas

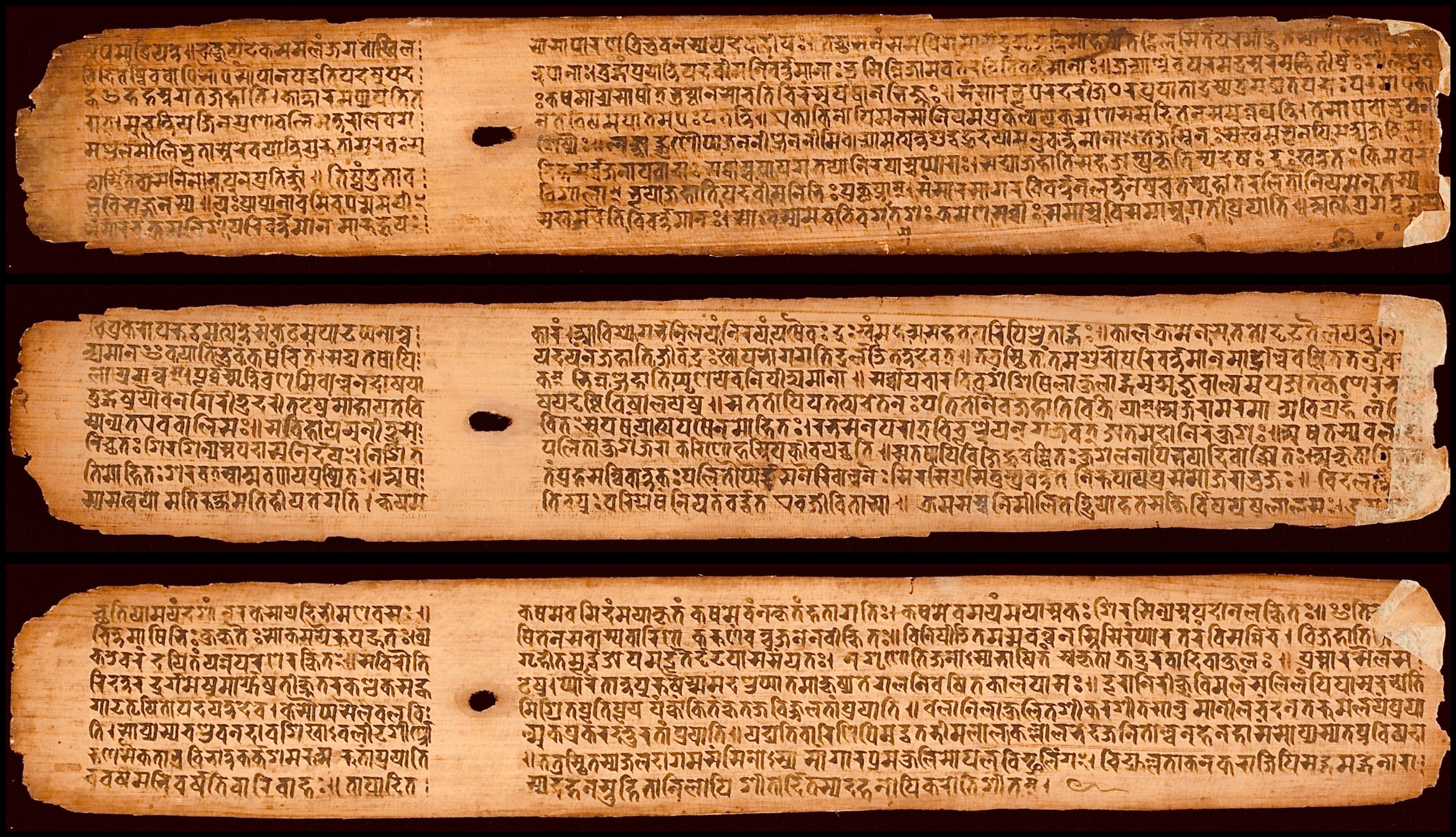
Algumas folhas de palmeira do texto budista sânscrito Shisyalekha composto no século 5 por Candragomin. Shisyalekha foi escrito em roteiro Devanagari por um escriba nepalês em 1084 CE (acima). O manuscrito está na biblioteca da Universidade de Cambridge.

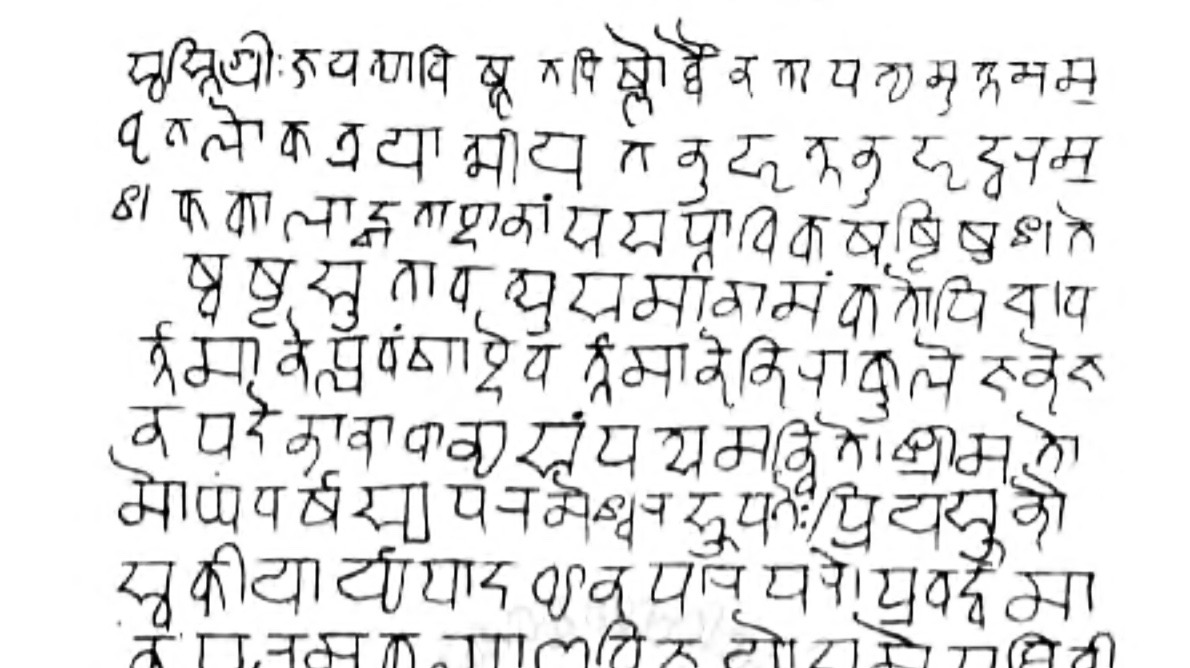
Uma concessão de terras universitárias de meados do século X com inscrição Devanagari (sânscrito) descoberta em uma pedra enterrada e danificada no norte de Karnataka. Partes da inscrição estão em escrita canarense.

### Números
| ० | १ | २ | ३ | ४ | ५ | ६ | ७ | ८ | ९ |
| 0 | 1 | 2 | 3 | 4 | 5 | 6 | 7 | 8 | 9 |

## Transliteração

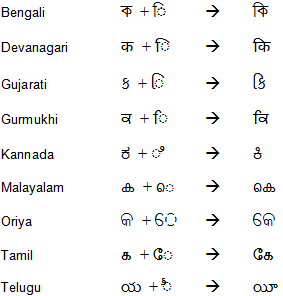
Os scripts índicos compartilham características comuns e, juntamente com o Devanagari, todos os principais scripts índicos têm sido historicamente usados para preservar textos sânscritos védicos e pós-védicos

Há diversos métodos para romanização ou transliteração de Devanagari para o alfabeto latino.

### Sistema Hunteriano
O sistema hunteriano é o "sistema nacional de romanização na Índia" e o adotado oficialmente pelo governo da Índia.

### ISO 15919
Uma convenção de transliteração padrão foi codificada no padrão ISO 15919 de 2001. Ele usa diacríticos para mapear o conjunto de grafemas brahmicos para a escrita latina. A parte específica do Devanagari é quase idêntica ao padrão acadêmico para o sânscrito, IAST .

### IAST
O Alfabeto Internacional de Transliteração Sânscrita (IAST) é o padrão acadêmico para a romanização do sânscrito. IAST é o padrão de fato usado em publicações impressas, como livros, revistas e textos eletrônicos com fontes Unicode. Baseia-se em um padrão estabelecido pelo Congresso de Orientalistas em Atenas em 1912. O padrão ISO 15919 de 2001 codificou a convenção de transliteração para incluir um padrão expandido para scripts irmãos de Devanagari.
O sistema de romanização da Biblioteca Nacional de Kolkata, destinada à romanização de todas as escritas índicas, é uma extensão do IAST.

### Harvard-Kyoto
Comparado ao IAST, o sistema Harvard-Kyoto parece muito mais simples. Ele não contém todos os sinais diacríticos que o IAST contém. Ele foi projetado para simplificar a disponibilização computacional de muitos textos em sânscrito, reduzindo o esforço necessário na transliteração de textos em sânscrito no teclado. Isso torna a digitação em Harvard-Kyoto muito mais fácil do que no IAST. O sistema Harvard-Kyoto usa letras maiúsculas que podem ser difíceis de ler no meio das palavras.

### ITRANS
O ITRANS é um esquema de transliteração sem perdas de Devanagari para ASCII que é amplamente utilizado na Usenet. É uma extensão do esquema Harvard-Kyoto. Em ITRANS, a palavra devanāgarī é escrita "devanaagarii" ou "devanAgarI". O ITRANS está associado a um aplicativo de mesmo nome que permite a composição em scripts índicos. O usuário insere em letras romanas e o pré-processador ITRANS traduz as letras romanas em Devanagari (ou outras línguas índicas). É semelhante ao sistema Velthuis e foi criado por Avinash Chopde para ajudar a imprimir várias escritas índicas com computadores pessoais.

### Romanização ALA-LC
A romanização ALA-LC é um esquema de transliteração aprovado pela Library of Congress e pela American Library Association e amplamente utilizado em bibliotecas norte-americanas. As tabelas de transliteração são baseadas em idiomas, então há uma tabela para hindi, uma para sânscrito e prácrito, etc.

## Codificações
O ISCII é uma codificação de 8 bits. Os 128 codepoints inferiores são ASCII simples, os 128 codepoints superiores são específicos para ISCII.
Ele foi projetado para representar não apenas o Devanagari, mas também vários outras escritas índicas, assim como seus sistemas de transliteração.

### Unicode
O Padrão Unicode define três blocos para Devanagari: Devanagari (U+0900–U+097F), Devanagari Extended (U+A8E0–U+A8FF) e Vedic Extensions (U+1CD0–U+1CFF).Predefinição:Unicode chart Devanagari Predefinição:Unicode chart Devanagari Extended Predefinição:Unicode chart Vedic Extensions

## Layouts de teclado Devanagari

### Layout InScript
O InScript é o layout de teclado padrão para Devanagari conforme padronizado pelo Governo da Índia. Ele está embutido em todos os principais sistemas operacionais modernos.O Microsoft Windows oferece suporte ao layout InScript (usando a fonte Mangal), que pode ser usado para inserir caracteres Unicode Devanagari. O InScript também está disponível em alguns celulares modernos.

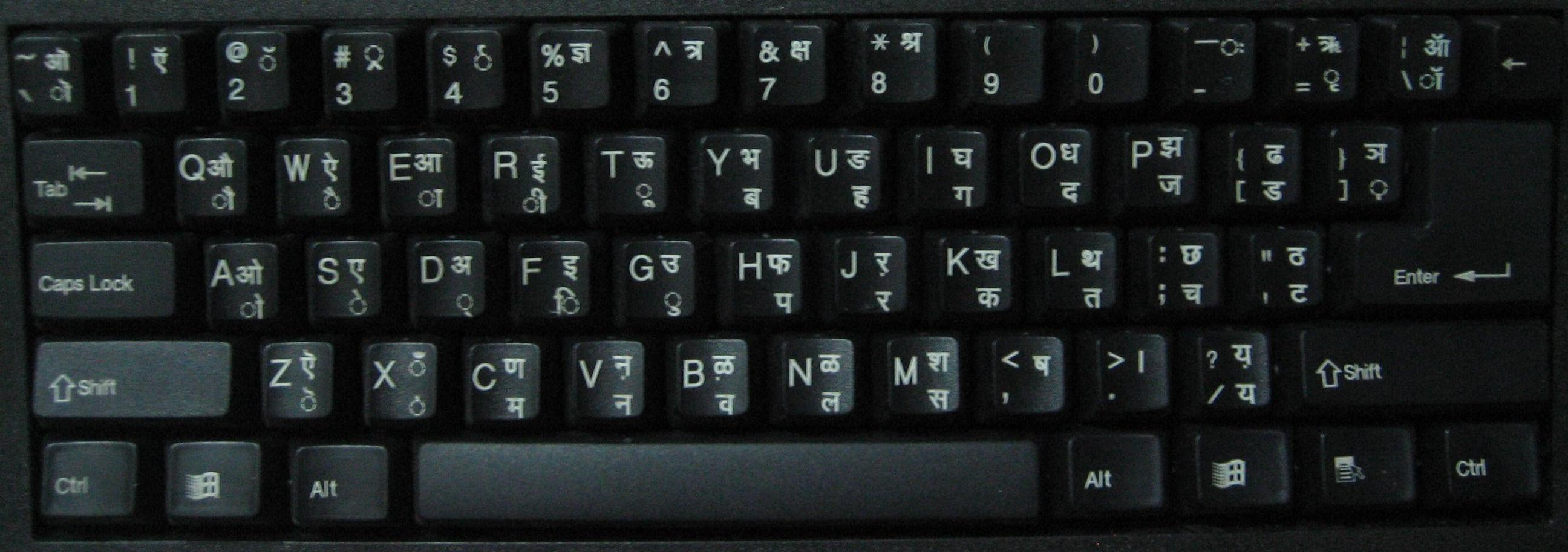
Layout de teclado bilíngue Devanagari INSCRIPT

### Fonético
O sistema operacional Mac OS X inclui dois layouts de teclado diferentes para o Devanagari: um se assemelha ao INSCRIPT/KDE Linux, enquanto o outro é um layout fonético chamado "Devanagari QWERTY".
Qualquer um dos sistemas de entrada de fontes Unicode é adequado para a Wikipédia em língua índica e outros projetos wiki, incluindo a Wikipédia em hindi, bhojpuri, marata e nepalesa. Enquanto algumas pessoas usam o InScript, a maioria usa a transliteração fonética do Google ou o recurso de entrada Universal Language Selector fornecido na Wikipedia. Atualmente, os projetos Wiki de idioma índico são suportados pelo Universal Language Selector (ULS), que oferece teclado fonético (Aksharantaran, Marathi: अक्षरांतरण, Hindi: लिप्यंतरण, बोलनागरी) e teclado InScript (Marathi: मराठी लिपी, Hindi: इनस्क्रिप्ट).
O sistema operacional Ubuntu Linux suporta vários layouts de teclado para Devanagari, incluindo Harvard-Kyoto, notação WX, Bolanagari e fonética. O método de digitação 'remington' no Ubuntu IBUS é semelhante ao método de digitação Krutidev, popular no Rajastão. O método 'itrans' é útil para aqueles que conhecem bem o inglês (e o teclado em inglês), mas não estão familiarizados com a digitação em Devanagari.

## Tabelas de pronúncia
| \| Vogal \| Transliteração ITRANS \| Pronúncia \| \| ----- \| --------------------- \| ------------------------ \| \| अ \| a \| 'a' curto \| \| आ \| aa \| 'a' longo como em arte \| \| इ \| i \| 'i' curto \| \| ई \| ii \| 'i' longo como em igreja \| \| उ \| u \| 'u' curto \| \| ऊ \| uu \| 'u' longo como em sul \| \| ऋ \| RRi \| \| \| ॠ \| RRI \| \| \| ऌ \| LLi \| \| \| ॡ \| LLI \| \| \| ए \| e \| ' \| \| ऐ \| ai \| \| \| ओ \| o \| \| \| औ \| au \| \| \| ः \| aH \| visarga \| \| ् \| halanta \| suprime a vogal inerente \| |                       |                          |
| Vogal | Transliteração ITRANS | Pronúncia                |
| अ | a                     | 'a' curto                |
| आ | aa                    | 'a' longo como em arte   |
| इ | i                     | 'i' curto                |
| ई | ii                    | 'i' longo como em igreja |
| उ | u                     | 'u' curto                |
| ऊ | uu                    | 'u' longo como em sul    |
| ऋ | RRi                   |                          |
| ॠ | RRI                   |                          |
| ऌ | LLi                   |                          |
| ॡ | LLI                   |                          |
| ए | e                     | '                        |
| ऐ | ai                    |                          |
| ओ | o                     |                          |
| औ | au                    |                          |
| ः | aH                    | visarga                  |
| ् | halanta               | suprime a vogal inerente |

| ण | N |

| त | t |

| थ | th |

| द | d |

| ध | dh |

| ळ | L |